# خاموش‌کننده

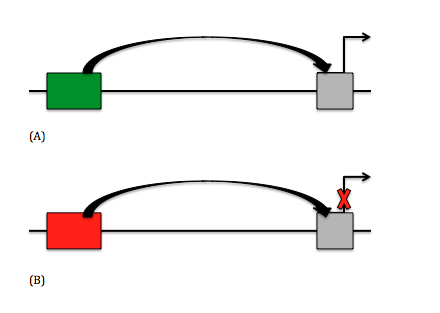
این تصویر دو مکانیسم ساده مختلف را نشان می دهد که چگونه یک تقویت کننده و یک خاموش کننده بر ناحیه پروموتر (جعبه خاکستری) تأثیر می گذارد. در بخش (A)، تقویت کننده (جعبه سبز) ناحیه پروموتر را به منظور شروع رونویسی فعال می کند. در (B)، یک صدا خفه کن (جعبه قرمز) ناحیه پروموتر را "خاموش" می کند و رونویسی را مهار می کند.

خاموش کننده(به انگلیسی: Silencer) به توالی مخصوصی که باعث تأثیر منفی به روی رونویسی از یک ژن خاص می‌شود. خاموش کننده‌ها می‌توانند در قسمت‌های مختلف DNA باشد. اما معمولاً بیشتر در ناحیه فرادست ژن‌های هدف جای که آن‌ها رونویسی از ژن‌های هدف را سرکوب می‌کنند. این فاصله می‌تواند بسیار متفاوت باشد می‌تواند در فاصله 20bp-2000bp بالادست ژن مورد نظر باشد. بعضی عناصر خاموش کننده می‌توانند در قسمت پایین دست ژن در اینترون و اگزون‌ها باشد. خاموش کننده‌ها همچنین می‌توانند در قسمت 3UTR ژنها نیز باشد.
در حال حاضر دو نوع عنصر خاموش کننده وجود دارد، خاموش کننده‌های کلاسیک و خاموش کننده‌های غیر کلاسیک. عناصر خاموش کننده کلاسیک به صورت فعال و بواسطه فاکتورهای رونویسی عمومی باعث عدم بیان ژن می‌شود، اما خاموش کننده‌های غیر کلاسیک با تداخل در عناصر فعال کننده رونویسی در قسمت بالادست از بیان ژن جلوگیری می‌کند.